# Сенично
Сенично (словен. Senično) — поселення в общині Тржич, Горенський регіон, Словенія. Висота над рівнем моря: 513,7 м.